# Dāvūdābād
Dāvūdābād (persiska: داوود آباد, Dāvodābād, داود آباد) är en ort i Iran.   Den ligger i provinsen Markazi, i den centrala delen av landet, 210 km sydväst om huvudstaden Teheran. Dāvūdābād ligger 1 682 meter över havet och antalet invånare är 5 517.
Terrängen runt Dāvūdābād är en högslätt. Runt Dāvūdābād är det ganska tätbefolkat, med 120 invånare per kvadratkilometer. Dāvūdābād är det största samhället i trakten. Trakten runt Dāvūdābād består i huvudsak av gräsmarker.